# Estampida
Estampie é uma dança/gênero musical medieval, originário da Inglaterra, com ocorrências na França,ao longo dos séculos XII e XIII.
A Estampie mais conhecida atualmente é a "Kalenda Maya" do Trovador/Cavaleiro Raimbaut de Vaqueyras.

## Estrutura Musical
A estampida era constituída de diversas Puncta (partes ou seções; o número de punctas podia variar entre 4 e 7, dependendo da peça), todas se repetindo uma vez: na primeira, a puncta terminava em cadência ouvert (aberta), e na repetição, em uma cadência clos (fechada). Essas cadências eram comumente compartilhadas entre as puncta, dando unidade à peça.
A Estampida podia ser monofônica ou polifônica, e era escrita para diversos instrumentos e formações instrumentais, como para a cítara, as flautas doces e também instrumentos de teclado.

## Dança
Não há comprovação histórica de que a estampida tenha sido, de fato, uma dança. Seu caráter vivo e de ritmo marcado sugere que esta foi também um gênero de dança, mas a escrita instrumental virtuosística recorrente nesta forma aponta para que a estampida possa ter sido um gênero pensado para a execução instrumental, somente.